# Aufsichtspflichtverletzung (BGB)

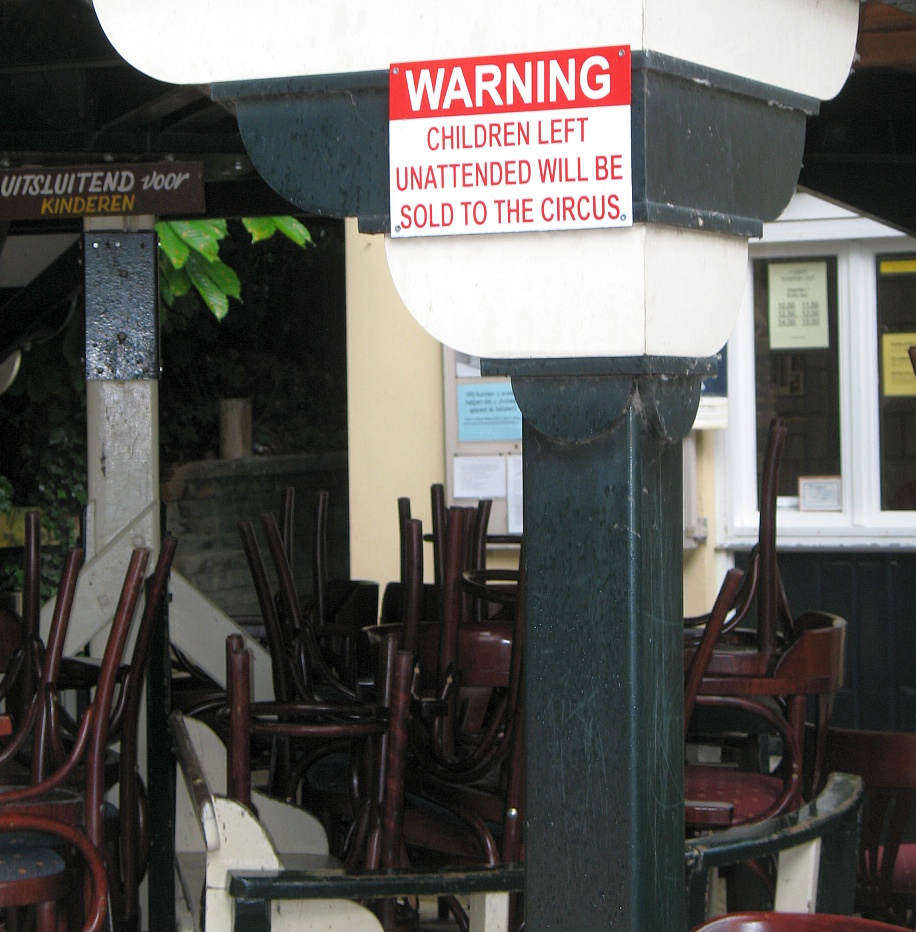
Humoristischer Hinweis auf die elterliche Aufsichtspflicht: „Unbeaufsichtigte Kinder werden an den Zirkus verkauft.“

Eine Aufsichtspflichtverletzung ist ein Haftungstatbestand aus dem deutschen Deliktsrecht.
Im Bürgerlichen Gesetzbuch (BGB) ist die Haftung des Aufsichtspflichtigen geregelt, wenn eine Person, die wegen Minderjährigkeit oder trotz Volljährigkeit wegen ihres geistigen oder körperlichen Zustands der Beaufsichtigung bedarf, einem Dritten widerrechtlich einen Schaden zufügt (§ 832 BGB). Dabei ist unerheblich, ob die vernachlässigte Aufsichtspflicht kraft Gesetzes besteht, beispielsweise von Eltern gegenüber ihren Kindern oder ob sie vertraglich übernommen wurde, beispielsweise von Kindertagesstätten oder Personen in der Kindertagespflege.
Eine Verletzung bestimmter Aufsichtspflichten in Betrieben und Unternehmen kann im deutschen Recht der Ordnungswidrigkeiten nach § 130 OWiG dagegen mit Bußgeld  geahndet werden.
Die Verletzung der Fürsorge- oder Erziehungspflicht sowie die Misshandlung von Schutzbefohlenen sind Straftatbestände (§ 171, § 225 StGB).

## Systematische Übersicht
Anspruchsgrundlage für Schadensersatzansprüche ist § 832 BGB. Dort wird die Aufsichtspflichtverletzung unter dem Aspekt geregelt, dass neben oder an Stelle des nur eingeschränkt oder gar nicht deliktsfähigen Beaufsichtigten (§ 828 BGB) der Aufsichtspflichtige haftbar gemacht wird. Insofern ist die Regelung systematisch im Anschluss an die Vorschrift des praktisch bedeutenderen § 831 BGB geregelt, in dem es auch um die Haftung für unerlaubte Handlungen anderer geht, nämlich die Haftung des „Geschäftsherrn“ (z. B. und vor allem Arbeitgeber) für unerlaubte Handlungen seiner „Verrichtungsgehilfen“ (z. B. und vor allem Arbeitnehmer). Man kann die Regelungen der § 831, § 832 BGB zusammenfassen unter dem Leitgedanken, dass hier Schadensersatzansprüche konstituiert werden gegen Personen, die Verantwortung für andere tragen.

## Voraussetzungen der Haftung
Die Aufsichtspflichtverletzung ist vor allem in § 832 BGB geregelt, der Vorschrift über die „Haftung des Aufsichtspflichtigen“ – so die seit 2002 amtliche Überschrift des Paragraphen. Danach ist zum Schadensersatz verpflichtet, „wer kraft Gesetzes zur Führung der Aufsicht über eine Person verpflichtet ist, die wegen Minderjährigkeit oder wegen ihres geistigen oder körperlichen Zustands der Beaufsichtigung bedarf“, wenn diese Person einem Dritten widerrechtlich Schaden zufügt (§ 832 Abs. 1 Satz 1 BGB). Die Ersatzpflicht tritt gemäß § 832 Abs. 1 Satz 2 BGB allerdings nicht ein, wenn der Aufsichtspflichtige seiner Aufsichtspflicht genügt hat oder der Schaden auch bei gehöriger Aufsichtsführung entstanden wäre (Exkulpation). Die gesetzlichen Aufsichtspflichten dienen nicht nur dazu, den Minderjährigen vor Schäden zu bewahren, die bei ihm selbst zu seinen eigenen Lasten eintreten können, sondern auch dazu, zu verhindern, dass er in altersbedingter Unachtsamkeit oder Unreife in Rechte Dritter eingreift, die auch ein Volljähriger nicht verletzen dürfte.

### Bestehen einer Aufsichtspflicht

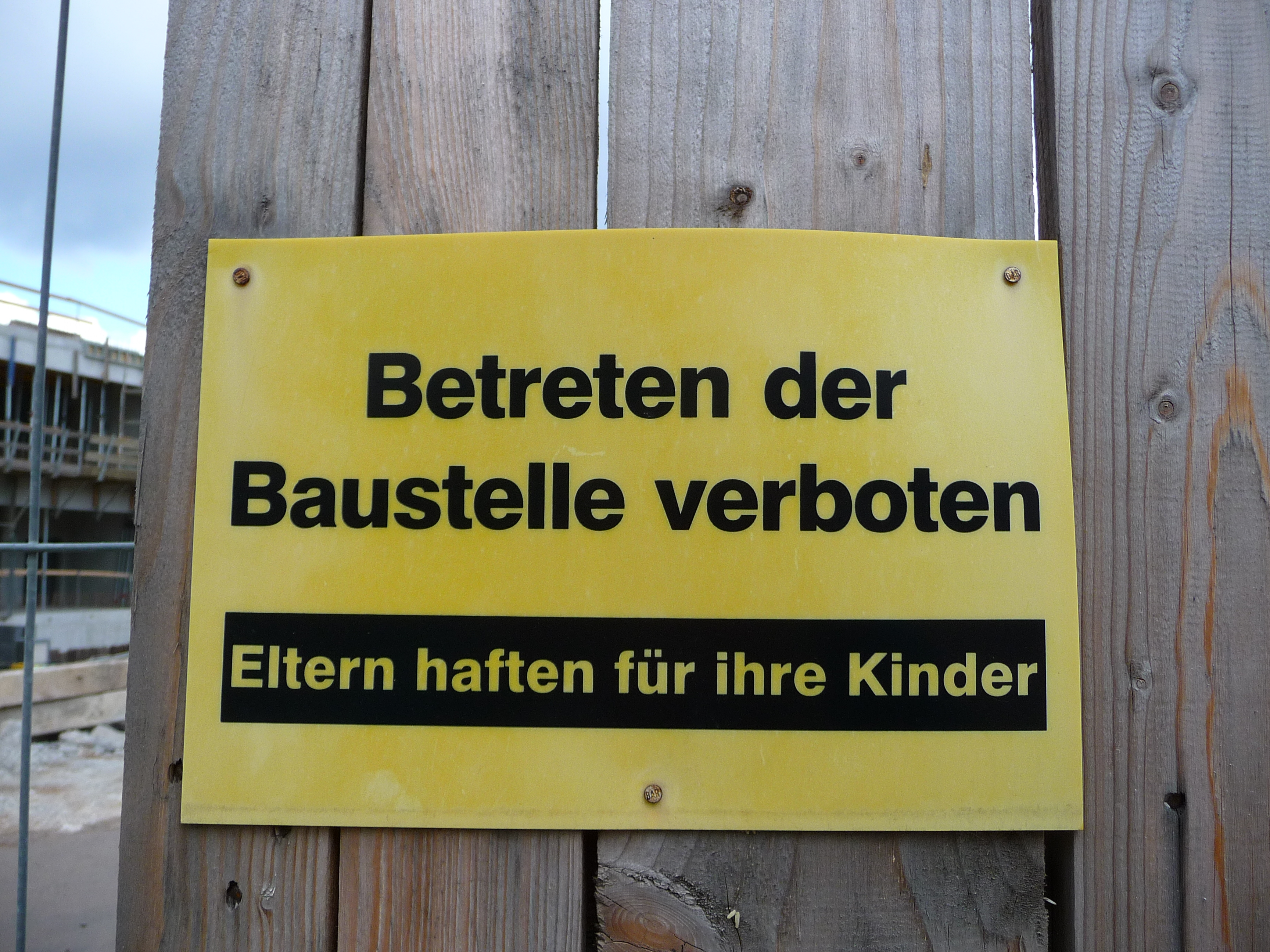
Juristisch falsch: Eltern haften nicht für ihre Kinder, sondern nur, wenn sie ihre eigene Aufsichtspflicht schuldhaft verletzt haben.

Kraft Gesetzes sind vor allem Eltern, der Vormund oder Pfleger aufsichtspflichtig. Betreuern muss die gesetzliche Personensorge oder speziell die Aufsicht per Gerichtsbeschluss übertragen worden sein. Bei Minderjährigen bestimmt sich Maß der gebotenen Aufsicht nach Alter, Eigenart und Charakter des Kindes sowie nach dem konkreten Erziehungszustand. Maßgeblich ist, was verständige Eltern nach vernünftigen Anforderungen in dieser konkreten Situation getan hätten.
Vertragliche Aufsichtspflichten setzen grundsätzlich einen wirksamen Vertrag voraus. Die rein faktische Übernahme reicht bei § 832 BGB in der Regel nicht aus. Vertragliche Aufsichtspflichten haben außer Personen, die Kinder beaufsichtigen, beispielsweise auch das Personal von Heimen oder Krankenhäusern. Bei beschützenden Einrichtungen wie einer psychiatrischen Klinik ist diese Aufsichtspflicht auch dann durch die Einrichtung übernommen, wenn nach den Gesamtumständen nichts anderes erwartet werden kann. Eine ausdrückliche Vereinbarung ist dann entbehrlich.

### Beweislast
Mit der Haftung für Aufsichtspflichtverletzungen hat der Gesetzgeber zugleich eine Beweislastregelung vorgenommen. Schon die schädigende Handlung der zu beaufsichtigenden Person löst grundsätzlich die Haftung aus. Der Aufsichtspflichtige kann aber die Haftung vermeiden, wenn er beweist, dass er seiner Aufsichtspflicht nachkommt oder der Schaden auch ohne Verletzung der Aufsichtspflicht entstanden wäre. Es wird gesetzlich vermutet, dass der vom Beaufsichtigten angerichtete Schaden auf einer Verletzung der Aufsichtspflicht beruht. Diese Vermutung kann aber von dem Aufsichtspflichtigen widerlegt werden.

## Anspruchskonkurrenz
Etwaige Ansprüche des Geschädigten gegen den Schädiger und gegen den Aufsichtspflichtigen bestehen nebeneinander. Die Ansprüche bilden gem. § 840 Abs. 1 BGB eine sogenannte Gesamtschuld, bei der der Gläubiger einen Anspruch gegen alle Gesamtschuldner hat, er aber die ihm geschuldete Leistung nur einmal fordern kann. Im sogenannten Innenverhältnis der Gesamtschuldner zueinander ist der Schädiger allein verpflichtet (§ 840 Abs. 2 BGB). Insofern ist die Haftung wegen Aufsichtspflichtverletzung im Innenverhältnis der Gesamtschuldner nachrangig; der Schaden ist intern allein vom Schädiger zu tragen.

## Rechtspolitische Kritik
Rechtspolitisch ist die Nachrangigkeit der Haftung des Aufsichtspflichtverletzers im Verhältnis zum Schädiger problematisch, da die Aufsichtspflicht auch im Interesse des Beaufsichtigten besteht, der durch die Aufsicht vor Schaden bewahrt werden soll. Es wird daher in der juristischen Literatur Kritik an der pauschalen Regelung des „Vorrangs“ der Haftung des Beaufsichtigten geübt.